# 피에라 델리 에스포스티
피에라 델리 에스포스티(Piera Degli Esposti, 1939년 3월 13일 ~ )는 이탈리아의 배우이다.

## 출연 작품
- 해변의 루이즈 (2016)
- 신성한 가족 (2015)
- 섬웨어 어메이징 (2015)
- 혼자서 (2015)
- 바낫으로의 여정 (2015)
- 클로로 (2015)
- 풀체의 자리 (2012)
- 로스트 키스 (2010)
- 에즈 잇 슈드 비 (2009)
- 줄리아는 밤에 데이트하지 않는다 (2009)
- 일 디보 (2008)
- 언노운 우먼 (2006)
- 내 어머니의 미소 (2002)
- 종교의 시간 (2002)
- 네롤리오 (1996)
- 더 퓨쳐 이즈 우먼 (1984)
- 좋은 꿈 (1981)
- 병원: 하얀 마피아 (1973)
- 전갈자리 (1969)
- 고스트, 이탈리안 스타일 (1967)